# Петрифильм
Петрифильм (Petrifilm™ корпорации 3M) — готовый петри-тест, для количественного определения микроорганизмов. Используется в качестве альтернативы классическим чашкам Петри.
Петрифильм содержит готовую питательную среду, гель, растворимый в холодной воде, который застывает при комнатной температуре. В состав среды также входит тетразолиевый индикатор, который облегчает подсчёт колоний на петрифильме и хромогенные субстраты, которые позволяют выявлять характерные биохимические активности.
При добавлении исследуемого образца (сырьё, продукты или смывы) или пробы воды происходит образование плотной питательной среды, на которой можно проводить учёт численности микроорганизмов.
Используются различные хромогенные субстраты для выявления E.coli (β-глюкуронидаза), дрожжи/плесени (фосфатаза), BCIP, BCIG, ДНК-аза (Staph.aureus).
На поверхность петрифильмов нанесена сетка, которая облегчает подсчёт колоний. Петрифильмы сохраняют стерильность благодаря закрывающей внешней плёнке

## Определяемые параметры
- ОМЧ, Колиформы, Колиформы и E.coli, Энтеробактерии, Дрожжи и плесневые грибы, Staphylococcus aureus, Листерии

## Ход исследования
- Внести 1 мл исследуемого образца (или его разведения)
- Инкубировать в термостате
- Учесть результаты (подсчитать количество колоний) вручную или автоматически с помощью Петрифильм-Ридера (Petrifilm™ Plate Reader)

## Преимущества
- Готовые петри-тесты (не надо готовить среды и разливать их по чашкам)
- Сокращение времени исследования
- Простая процедура посева
- Экономия времени и сил
- Надежный, точный, воспроизводимый метод
- Длительный срок хранения тестов (1-1,5 года) по сравнению с готовыми питательными средами
- Автоматический учёт результатов. Петрифильм-Ридер (Petrifilm™ Plate Reader) позволяет быстро (всего за 4 сек) проводить автоматический учёт количества выросших на петрифильме колоний.